# 제니 리베라
제니 리베라(Jenni Rivera, 1969년 7월 2일 ~ 2012년 12월 9일)는 미국의 싱어송라이터, 배우이다.

## 같이 보기
- 대중음악의 별명 목록
- 빌보드 소셜 50